# Bezljušturaši
Bezljušturaši (lat. Aplacophora) su razred mekušaca cilindričnog ili crvolikog oblika koji nastanjuju duboke vode oceana. Karakteristično je da nemaju ljušturu, nego plašt i stopalo.
Podrazred Caudofoveata
Porodica Chaetodermatidae
Porodica Limifossoridae
Porodica Prochaetodermatidae
Podrazred Solenogastres, možda poseban razred
Red Cavibelonia
Porodica Acanthomeniidae
Porodica Amphimeniidae
Porodica Drepanomeniidae
Porodica Epimeniidae
Porodica Pararrhopaliidae
Porodica Proneomeniidae
Porodica Rhipidoherpiidae
Porodica Rhopalomeniidae
Porodica Simrothiellidae
Porodica Strophomeniidae
Porodica Syngenoherpiidae
Red Neomeniamorpha
Porodica Hemimeniidae
Porodica Neomeniidae
Rod Notomenia
Rod Pholidoherpia
Red Pholidoskepia
Porodica Dondersiidae
Porodica Gymnomeniidae
Porodica Lepidomeniidae
Porodica Macellomeniidae
Porodica Meiomeniidae
Porodica Sandalomeniidae
Red Sterrofustia
Porodica Herteroherpiidae
Porodica Imeroherpiidae
Porodica Phyllomeniidae